# Batuan, Hunan
Batuan (kinesiska: 八团, 杨家屋, 八团乡) är en socken i Kina. Den ligger i provinsen Hunan, i den södra delen av landet, omkring 150 kilometer sydost om provinshuvudstaden Changsha. Antalet invånare är 6 111. Befolkningen består av 2 910 kvinnor och 3 201 män. Barn under 15 år utgör 15,0 %, vuxna 15-64 år 74 %, och äldre över 65 år 9,0 %.
Runt Batuan är det ganska tätbefolkat, med 179 invånare per kvadratkilometer. Närmaste större samhälle är Gaolong, 11,6 km sydost om Batuan. I omgivningarna runt Batuan växer huvudsakligen savannskog.
Genomsnittlig årsnederbörd är 1 971 millimeter. Den regnigaste månaden är maj, med i genomsnitt 295 mm nederbörd, och den torraste är oktober, med 26 mm nederbörd.